# Thorleif Schjelderup
Thorleif Schjelderup (ur. 20 stycznia 1920 w Oslo, zm. 28 maja 2006 tamże) – norweski skoczek narciarski i pisarz, brązowy medalista olimpijski.

## Kariera
W 1948 wziął udział w igrzyskach olimpijskich w Sankt Moritz, gdzie zdobył brązowy medal. Po pierwszej serii znajdował się na drugiej pozycji za Mattim Pietikäinenem i dwoma rodakami: Petterem Hugstedem i Birgerem Ruudem. Słabszy skok Pietikäinena w drugiej serii spowodował, że wszyscy trzej Norwegowie przesunęli się o jedno miejsce wyżej, Schjelderup zdobył więc brązowy medal, a Fin był ostatecznie czwarty, przegrywając z Schjelderupem o 0,5 punktu.
W 1948 zajął drugie miejsce w konkursie skoków podczas Holmenkollen ski festival oraz zdobył brązowy medal mistrzostw Norwegii. Rok wcześniej był wicemistrzem kraju.
Był pierwszym Norwegiem, który przeskoczył 100 metrów. W 1948 ożenił się z amerykańską piosenkarką, Anne Brown i zamieszkał z nią w Oslo. Pierwsze swoje dzieło literackie Schjelderup opublikował w 1952. Jego książki dotyczą sportu oraz natury Norwegii.

## Igrzyska olimpijskie
| Miejsce | Dzień    | Rok  | Miejscowość  | Konkurs                         | Wynik     | Strata  | Zwycięzca      |
| ------- | -------- | ---- | ------------ | ------------------------------- | --------- | ------- | -------------- |
| 3.      | 7 lutego | 1948 | Sankt Moritz | Skocznia normalna indywidualnie | 225,1 pkt | 3,0 pkt | Petter Hugsted |